# El Mani
José Manuel Rodríguez Olivares, conocido como El Mani (Gines, Sevilla, 28 de septiembre de 1961-Bormujos, Sevilla, 4 de noviembre de 2020),  fue un cantante de flamenco español que destacó como uno de los artistas más populares en el panorama desde finales de los años 80 hasta su fallecimiento.

## Carrera profesional
El Mani nació en Gines, Sevilla, el día 28 de septiembre de 1961. Desde temprana edad, demostró su habilidad y pasión por el cante flamenco, participando en festivales y concursos en Andalucía. Se incorporó al Coro Rociero de la Hermandad de Gines con 12 años y fue el primer niño en ser admitido como hermano mayor de la hermandad con tan solo 5 años.
En 1987, El Mani publicó su primer disco en solitario, titulado Sevillanas de la vida. Su segundo álbum, Cosas de Sevilla (1988), fue disco de platino vendiendo más de 200.000 copias y le llevó a la fama. Desde entonces no paró de cosechar éxitos con canciones como A mi padre, Corazón de acero, A la puerta de Toledo o La niña de fuego.
Durante su carrera El Mani ha publicado más de 20 discos, entre los más destacados se encuentran El Mani y su tiempo (1993), De Gines al Rocío (1999), En concierto (2003) o Mi tierra (2011), y ha colaborado con otros artistas de renombre en el género flamenco, como Los del Río, Los Marismeños, Los Romeros de la Puebla o Ecos del Rocío.
El legado de El Mani en la música es significativo y le valió numerosos homenajes y reconocimientos, como el Premio Andalucía de la Música, el Premio a la Trayectoria Artística de la Federación de Peñas Rocieras o la Medalla de Oro de la Diputación de Sevilla.

## Vida privada y fallecimiento
El Mani estaba casado y tuvo tres hijos María, Pablo y José Manuel.
Se consideraba a sí mismo como un rociero de corazón. Su devoción por la Virgen del Rocío y su carisma personal le ganaron el cariño del público y de sus compañeros de profesión. Fue bautizado en el río Quema con el nombre de El tronco de las marismas.
Era diabético y a consecuencia de la enfermedad sufrió diversos problemas de salud y una amputación de una pierna. Falleció el 4 de noviembre de 2020, poco después de publicar su último disco, por una embolia pulmonar en el Hospital San Juan de Dios del Aljarafe, donde llevaba unos días ingresado por problemas de salud que se agravaron por la pandemia. Tras su fallecimiento, su pueblo natal, Gines, le dedicó tres días de luto oficial y le nombró hijo predilecto.